# Histoire de la télévision jeunesse au Québec
Les émissions jeunesse constituent une part importante de la production originale francophone de la télévision québécoise depuis 1952. Celles-ci, dont les premières naissent dans les studios de Radio-Canada, trouvent rapidement leur public.
Chaque génération a ses émissions marquantes. Les enfants des années 1950 et 1960 regardent Pépinot et Capucine, première émission de la télévision québécoise, les histoires de Maman Fonfon, de Grand-Père Cailloux, de La Boîte à Surprise, de Bobino et de La Souris Verte. L'humour du Capitaine Bonhomme, qui prend l'antenne sur la nouvelle chaîne Télé-Métropole, est apprécié par des centaines d'enfants.
Ceux des années 1970 peuvent suivre les histoires et les farces des personnages de Fanfreluche, de Grujot et Délicat, du Pirate Maboule, de Sol et Gobelet ou encore de La Ribouldingue. Les chansons du clown Patof et de Monsieur Tranquille ont marqué les esprits de certains alors que d'autres se souviennent précisément de certaines scènes des premières émissions de Radio-Québec tels Les Oraliens et Les 100 tours de Centour. La génération suivante, qui grandit dans les années 1980, est marquée par l'émission éducative Passe-Partout. On a même baptisé cette génération du nom de l'émission.
La chaîne spécialisée Canal Famille, fondée en 1988, frappe l'imaginaire des enfants des années 1990, avec des émissions cultes comme Radio Enfer ou Dans une galaxie près de chez vous. Au début des années 2000, les aventures des personnages de Cornemuse ou de Macaroni tout garni sont suivies par un public fidèle qui ne manque aucun épisode. Passe-Partout revient en 2019 dans une nouvelle mouture et rejoint une nouvelle génération de téléspectateurs.

## Les émissions pionnières, 1952-1966
Les émissions jeunesse comptent parmi les premières expérimentations, et ce, avant même que la télévision entre en ondes au Québec le 6 septembre 1952. Dès le 30 novembre 1951, un Comité parlementaire de la radiodiffusion est invité à assister à la diffusion d’une émission expérimentale produite par l’équipe de Radio-Canada. Les membres du comité peuvent voir s’animer devant leurs yeux des marionnettes spécialement créées pour l’occasion par Louise et Charles Daudelin.
Dans les premières équipes de la télévision de Radio-Canada, plusieurs artisans sont issus du milieu théâtral. André Audet est embauché comme chef réalisateur des émissions pour enfants en 1951. Il avait de l’expérience auprès de ce public puisqu’il avait créé un théâtre de marionnettes à fils dans les parcs montréalais avec Jacques Pelletier et Laure Cabana. M. Audet décède toutefois en mai 1952. C’est Jean-Paul Ladouceur qui prend la relève. Jacques Pelletier est pour sa part nommé responsable de la scénographie tandis que Madame Cabana est chef habilleuse à l'atelier de couture, dirigé par Juliette Marcoux.
Tous les politiciens ne voient pas d’un bon œil l'arrivée de ce nouveau médium dans la province. Le député de l’Union nationale, Omer Côté, s’inquiète ainsi à l’Assemblée législative le 16 novembre 1951 : « Le cinéma, le théâtre, la radio et la télévision constituent une menace pour nos enfants. La télévision obligera les pères de famille à exercer un nouveau contrôle sur l’éducation de leurs enfants, car elle pourra apporter dans les foyers des choses qui scandaliseront et déformeront nos enfants ». Quelques mois plus tard, en 1952, le premier ministre Maurice Duplessis partage lui aussi sa méfiance :

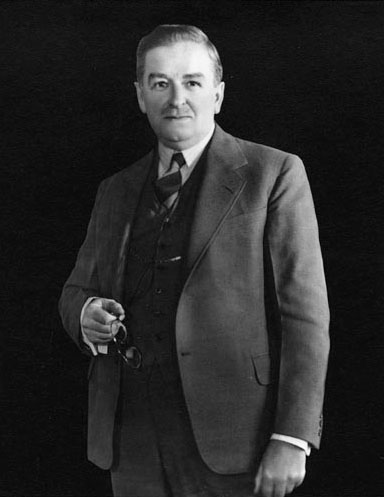
Le premier ministre Maurice Duplessis émet plusieurs réserves à l'égard de la télévision.

« La télévision est un instrument dangereux; elle pénètre non seulement dans les endroits publics, mais dans les foyers. Elle dérange d’abord les enfants qui négligent leurs devoirs et n’étudient pas leurs leçons qui, de plus, risquent de voir des choses qui ne leur conviennent pas. »

### Les premières marionnettes:Pépinot et Capucine
La méfiance du gouvernement Duplessis n'empêche toutefois pas Radio-Canada d'aller de l'avant. Alors qu'elle est en période de tests, le 10 août 1952, la station présente une émission expérimentale, Pépinot et Capucine. Première émission jeunesse et première émission de l'histoire de la télévision québécoise, elle sera diffusée de 1952 à 1958. Il s'agit d'une idée de Jean-Paul Ladouceur, qui avait créé les personnages de Pépinot et Capucine en 1946 pour la revue François. Il les transforme en marionnettes en 1952. Celles-ci sont fabriquées par Edmondo Chiodini et Jeanne Auclair, les costumes par Marielle Chevrier et les effets sonores par Pierre Normandin. Au total, une équipe de quelque 15 personnes travaille sur l'émission. Chaque épisode demande beaucoup de préparation, près de 20 heures de répétitions avec et sans caméra. Les textes de Réginald Boisvert doivent être complétés 5 semaines à l'avance. Ladouceur fait les esquisses des décors et des marionnettes, qui sont ensuite fabriquées par Chiodini. Dans les premiers temps, Ladouceur la réalise avant d'être remplacé par Fernand Doré et Pierre Gauvreau. Les premiers épisodes sont diffusés en direct sur les réseaux français et anglais, avec une traduction simultanée.
Charlotte Boisjoli est la voix Pépinot, Marie-Ève Liénard, celle de Capucine et Jean Boisjoli celles du méchant Pan-Pan et de l’Ours. On retrouve aussi Monsieur Blanc et Monsieur Potiron. Dès 1953, Pépinot et Capucine compte 25 marionnettes. En 1953, Ladouceur envoie un questionnaire auprès de 200 enfants afin de recueillir leur opinion générale sur les émissions jeunesse et sur Pépinot et Capucine en particulier. Une fillette mentionne « J'ai pas de télévision chez nous je le vois chez notre voisine quand elle est chez-eux […] ceux que j'ai vue je les ai tous bien aim[és] » alors qu'un garçonnet précise : « J'aime beaucoup les marionnettes - merci d'avoir pensé aux petits enfants ». Très tôt, les enfants deviennent des fidèles de l'émission, quand leurs parents ont les moyens de se procurer un téléviseur ou qu'ils ont une voisine généreuse.
Cette première émission et toutes celles qui suivront jusqu'en 1966 sont réalisées en noir et blanc. Les pionniers de la télévision instaurent une façon de faire, un style qui va perdurer pendant plusieurs décennies, influencer les créateurs des générations suivantes et marquer la télévision québécoise.
Au début de la télévision, Fernand Doré est nommé directeur de la section jeunesse de Radio-Canada. Plusieurs des premiers artisans sont issus du milieu théâtral. Le Théâtre Le Grenier, où Kim Yaroshevskaya fait ses débuts, et La Roulotte, où Guy Sanche fait la connaissance de plusieurs comédiens qui feront leur marque à la télévision, seront des lieux d'expérimentation très importants. Après ses débuts à Radio-Canada, Jean-Paul Ladouceur crée de son côté sa propre société de postproduction en 1965 : JPL Vidéo.
Les émissions sont essentiellement produites en studio et diffusées entre 17 et 18h. Rapidement, Radio-Canada prend en considération les tranches d'âge et propose des émissions du matin destinées aux tout-petits apparaissent à la grille de programmation.
Radio-Canada fait figure de pionnier et propose des émissions qui deviendront cultes pour la génération des enfants qui grandit dans les années 1950 et 1960 : Le Grenier aux images, Fafouin, Fon Fon, La Boîte à Surprise, Bobino et La Souris Verte. Radio-Canada propose aussi le jeu questionnaire Tic Tac Toc (1952-1957), animé André Cailloux (Monsieur Toc) et Denyse Saint-Pierre (Cousine Toc) ainsi qu'un premier téléroman pour adolescents écrit par Lise Lavallée, Beau temps, mauvais temps (1955-1958), suivi de plusieurs autres pour le même public comme Le Grand Duc, Demain dimanches, Jeunes Visages, Le Mors aux dents. Le diffuseur donne également naissance à une première série de science-fiction, Opération-Mystère (1957-1959).
Télé-Métropole est pour sa part fondé en 1961. Parmi l'une des premières émissions pour enfants qui y sont diffusées figure celle créée à partir du populaire personnage du Capitaine Bonhomme.

### Le Grenier aux images(Radio-Canada, 1952-1957)
Le Grenier aux images met en scène Grand-père Cailloux (André Cailloux) qui raconte des histoires à Frisson des collines (Paule Bayard prête sa voix à la marionnette). Rapidement, une complicité s'installe entre eux. On y présente aussi des films et des courts-métrages. En plus de Frisson, on retrouve les marionnettes Picoulette et Roseline. L'émission devient une dramatique où jouent plusieurs comédiens et comédiennes. L'émission est scénarisée par Françoise Faucher et Alec Pelletier, les illustrations sont réalisées par Frédéric Back et les décors par Fernand Paquette.

### Fafouin(Radio-Canada, 1954)
Fafouin met en scène une petite fille qui s'amuse avec les jouets qu'elle trouve dans un coffre à jouets. Parmi eux se trouvent le clown Fafouin (Guy Messier), le Pirate Maboule (Jacques Létourneau) et la poupée Fanfreluche (Kim Yaroshevskaya). Les enfants y apercevaient aussi Monsieur Surprise, apprenaient à bricoler avec Madeleine Arbour ou des tours de magie avec Michel le Magicien. Pendant chaque demi-heure, Fafouin comportait systématiquement une partie sketch et l'autre éducative. Les comédiens et les comédiennes devaient rédiger leur propre sketch. Cette émission a laissé une profonde marque à Radio-Canada. La plupart des personnages développés dans Fafouin ont ainsi été repris plus tard, notamment dans La Boîte à Surprise.

### Fon Fon(Radio-Canada, 1955-1962)
Fon Fon est une émission éducative animée par Claudine Vallerand (Maman Fonfon). Elle s'était inspirée, pour les créer, de ses visites des maternelles en France et en Italie, entre autres des écoles Montessori. Depuis les années 1930, Madame Vallerand développe un nouveau modèle éducatif au Québec, qui repose sur les découvertes en psychologie. En 1938, elle ouvre l'une des premières maternelles privées au Québec (la maternelle Vallerand) et, l'année suivante, l’École des parents. C'est forte de son expérience et de sa vision novatrice qu'elle incarne Maman Fonfon tous les samedis à la télévision. Elle y apprend aux jeunes enfants, « ses petites mains adroites », diverses chansons, des contes, leur montre à bricoler et leur donne des notions de savoir-être. Maman Fonfon connaît un grand succès, recevant plus de 4000 lettres par semaine, endisquant plusieurs chansons et comptines et en donnant son nom à une collection de livres.

### La Boîte à Surprise(Radio-Canada, 1956-1968)
Monsieur Surprise (Pierre Thériault (1956-1960, 1965-1967) et Guy Mauffette (1960-1964) présente une histoire tirée de sa boîte à surprise. L’un des personnages anime chacun une émission au cours de la saison 1964-1965 puis, en 1967, Monsieur Surprise anime Monsieur Surprise présente. La Boîte à Surprise est diffusée à 10h30 du lundi au vendredi.
On y retrouve la poupée Fanfreluche (Kim Yaroshevskaya, qui incarne aussi la fée Guilurette), le Pirate Maboule (Jacques Létourneau, qui incarne aussi Gribouille), le clown Picolo (Paul Buissonneau), Michel le Magicien et sa poudre de perlimpinpin (Michel Cailloux, qui joue aussi Monsieur le Maire et Flic-Flic le photographe), Cadet Rousselle (François Tassé), Timothée Yé-Yé (Paul Berval), Madame Romanichelle (Thérèse Cadorette), Grand-père Cailloux (André Cailloux), Biscuit du duo Sol et Biscuit et Gobelet du duo Sol et Gobelet (Luc Durand), Sol (Marc Favreau), le général Tortillas de Marie Quat’Poches (Yvon Thiboutot) et Madame Bec-Sec (Huguette Ugay). Bobino y fait ses premières apparitions. Les personnages de Sol, Marie Quat’Poches, Grujot et Délicat ont été créés spécialement pour l'émission.

### Bobino(Radio-Canada, 1957-1985)

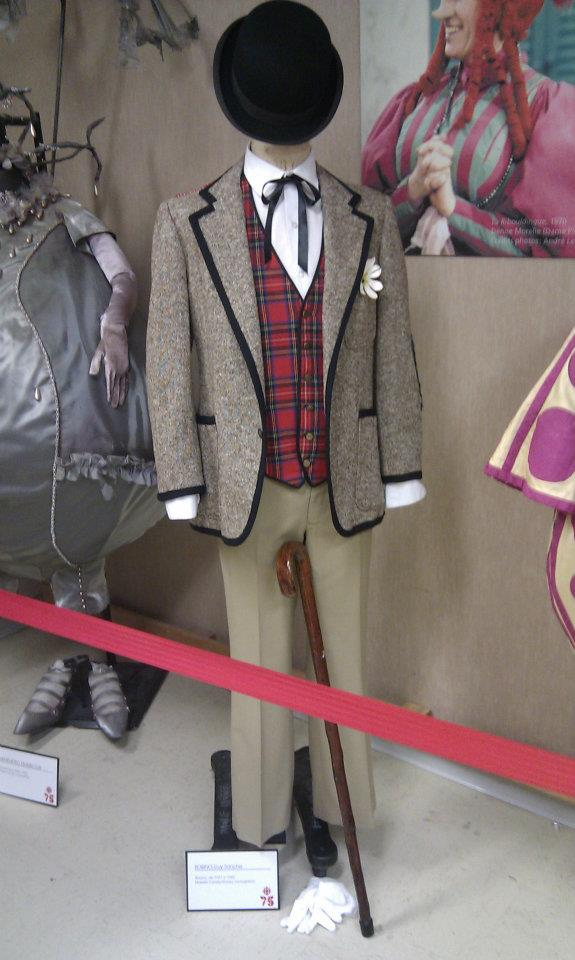
Bobino portait ce costume, devenu mythique dans l'imaginaire de plusieurs Québécois et Québécoises.

Avec plus de 5000 épisodes, Bobino est l'une des émissions qui tient le plus longtemps l’antenne à la télévision québécoise. Elle met en scène le personnage de Bobino, Guy Sanche. Muni de son chapeau melon et de son veston rapiécé, il est d'abord seul avec les tout-petits. Ce n'est qu'en 1960 que sa sœur Bobinette arrive. La marionnette a été créée par Michel Cailloux. Paule Bayard prête sa voix à la marionnette de 1960 à 1973 puis c'est au tour de Christine Lamer de 1973 à 1985. Bobinette joue de nombreux tours à son frère grâce à sa poire à eau et ses pétards à la farine. On y retrouve aussi Gustave, Tapageur, Télécino, Camério et le Général Garde-à-Vous. L'émission est écrite par Michel Cailloux à partir de 1959. Bobino connaît vite un immense succès auprès enfants qui peuvent la suivre dès 16h, du lundi au vendredi.
Des films d’animation et de courts sketchs humoristiques y sont présentés. L'émission a pour but de développer l'imagination des enfants notamment grâce à la magie de Michel le Magicien (Michel Cailloux), de les sensibiliser à l'autre et à la diversité culturelle et de les inciter à adopter de bonnes habitudes de vie comme la pratique de sports. Bobino, par une langue française soignée, donne en plus un bon vocabulaire aux enfants. L'émission ouvre enfin les enfants à la culture en présentant des opéras, des ballets, de la musique classique et des arts plastiques.

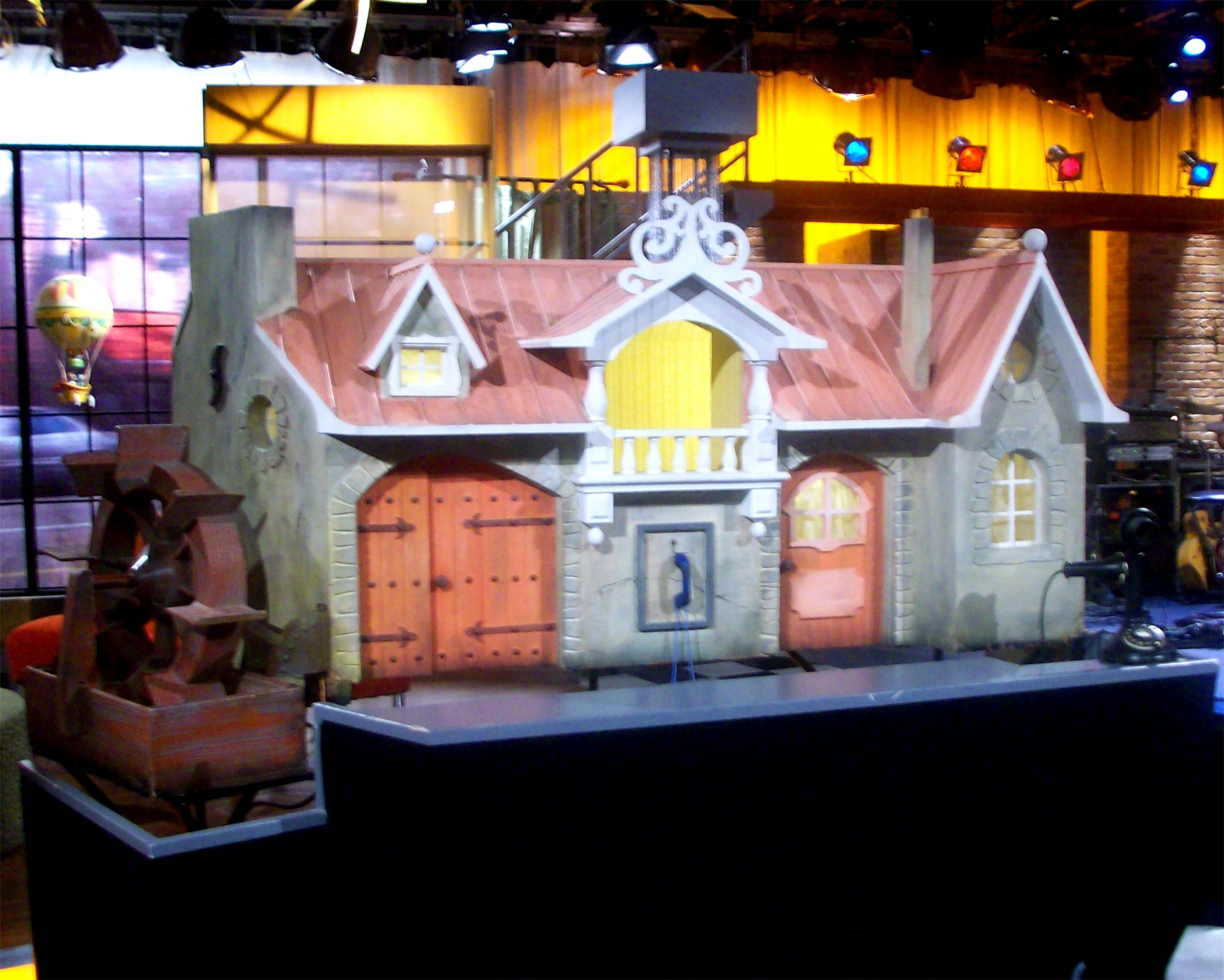
Le fameux castelet de Bobinette.

### Le Capitaine Bonhomme(Télé-Métropole, 1963)
Le Capitaine Bonhomme, personnage créé et interprété par Michel Noël, raconte ses voyages à travers le monde à bord du Marsouin I et Marsouin II aux enfants. Ses histoires, souvent exagérées, comportent de nombreuses expressions qui deviennent vite caractéristiques comme « Les sceptiques seront confondus! ».

### La Souris verte(Radio-Canada, 1964-1971)
La Souris verte est créée d’après le modèle des maternelles et est inspirée de l'émission américaine Sesame Street. L'émission est écrite par Marie Racine et est diffusée chaque samedi. La musique est composée par Pierre Brabant et André Gagnon. Destinée aux tout-petits, le personnage de la souris les fait chanter et danser. La chanson thème entre bientôt dans les mémoires et les enfants se plaisent à chanter en même temps que la Souris verte : « Dix moutons, neuf moineaux, huit marmottes… »
Claudia Lamarche anime les deux premières saisons. Elle est alors accompagnée d'une petite souris en peluche. À partir de la troisième saison, l'émission met en vedette Louisette Dussault qui incarne la souris. Elle est notamment entourée d’Angelo (Claude Grisé) et du brocanteur (Louis de Santis). Rapidement très populaire, Louisette Dussault fait courir son public lors de rencontres et tournées dans les centres d’achats. L'émission est également déclinée en produits dérivés comme des jeux éducatifs et des casse-tête.

#### Autres émissions
- La vie qui bat (Radio-Canada, 1955-1968)
- Owata (Radio-Canada, 1956)
- Le Cirque Alphonsino (Radio-Canada, 1956)
- Domino (Radio-Canada, 1957-1962)
- Opération-Mystère (Radio-Canada, 1957-1959)
- CF-RCK (Radio-Canada, 1958-1962)
- Le Courrier du Roy (Radio-Canada, 1958-1961)
- Le professeur Calculus (Radio-Canada, 1960-1961)
- Les Croquignoles (Radio-Canada, 1963-1967)

## L'ère de personnages hauts en couleur: Fanfreluche, Sol et Gobelet, Paillasson et compagnie, 1966-1978
L'arrivée de la couleur en 1966 entraîne plusieurs changements et les émissions pour enfants s’adaptent. C'est le cas de Grujot et Délicat qui présente un nouveau décor et de nouveaux costumes aux téléspectateurs lors de la saison 1968-1969. En 1974, toutes les émissions sont désormais produites en couleur à Radio-Canada. Télé-Métropole passe aussi progressivement à la couleur à partir de 1966.
Par ailleurs, le style modulaire, où des numéros de quelques minutes rythment les émissions, se répand à la télévision québécoise des années 1970, surtout dans celles de fin d'après-midi. Plusieurs émissions obtiennent un tel succès que les disques, livres, casse-têtes et autres produits dérivés sont nombreux.
À Radio-Canada, face à la popularité de plusieurs personnages de La Boîte à Surprise, chacun a sa propre émission à partir de la saison 1968-1969 : Fanfreluche, Grujot et Délicat, Le Pirate Maboule, Sol et Gobelet. L'esprit du théâtre, du cirque et de la commedia dell' arte y sont omniprésents. C'est aussi le cas pour d'autres émissions très populaires comme La Ribouldingue, Le Major Plum-Puding, Nic et Pic et Picotine. Herbert Ruff signe la musique de la plupart d'entre elles. Ces émissions marquent durablement le style radio-canadien. Par ailleurs, Renault Gariépy importe un nouveau concept des États-Unis. Pour Minute moumoute (1972 à 1976), il réunit ainsi un groupe d'auteurs. Deux nouvelles émissions marquent enfin la télévision des années 1970 à Radio-Canada : Génies en herbe et L'Évangile en papier.

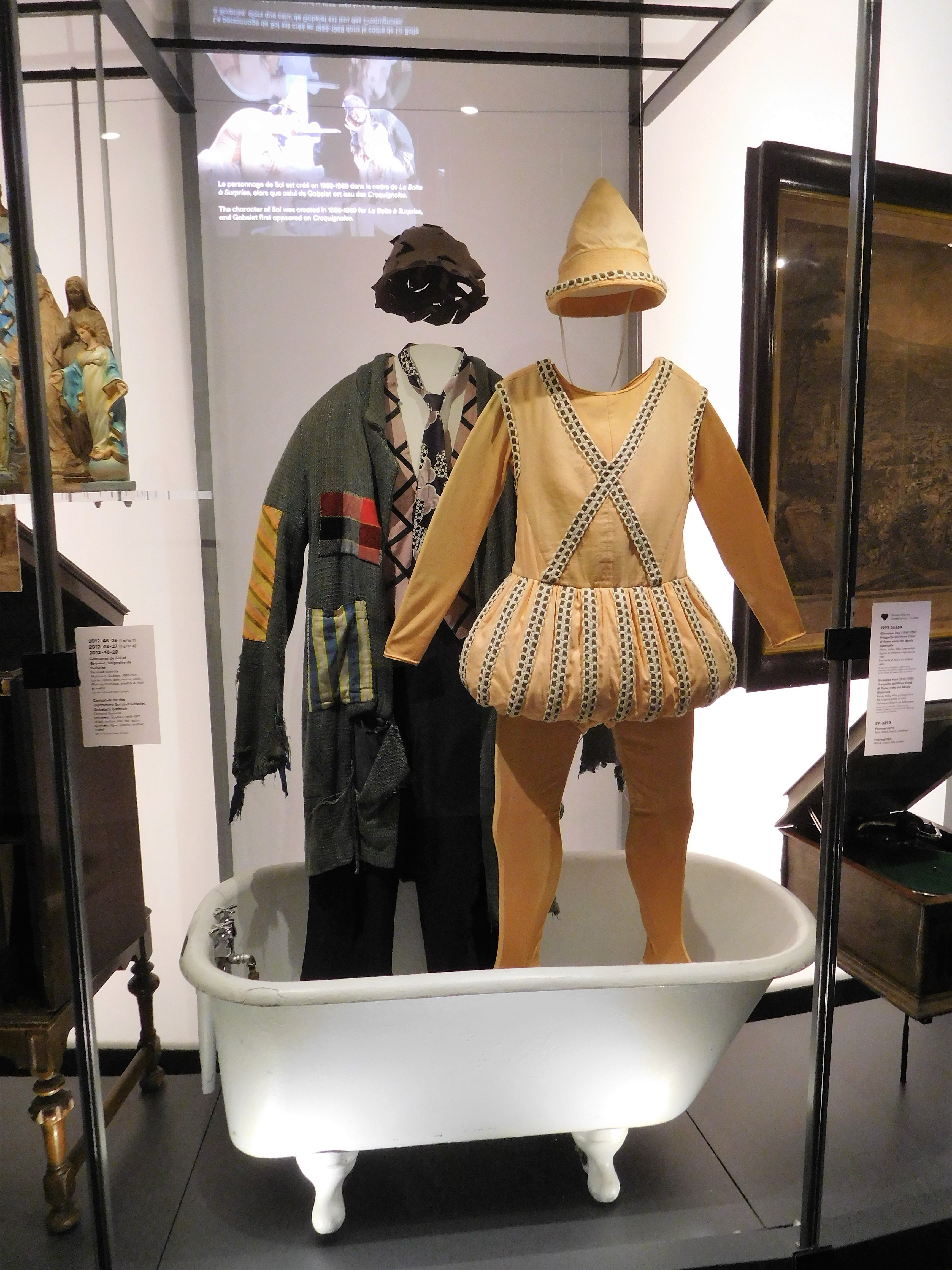
Plusieurs costumes de Radio-Canada, dont ceux des personnages de Sol et Gobelet, sont conservés au Musée de la civilisation à Québec.

À Télé-Métropole, le monde du cirque, les marionnettes et l'humour sont à l'honneur. Fanfan Dédé (André Richard), Patofville et Monsieur Tranquille marquent toute une génération de téléspectateurs. Jacques Desrosiers, avec le clown Patof, et Roger Giguère, avec Monsieur Tranquille, proposent des personnages forts qui connaissent un grand succès à l'extérieur du petit écran, notamment sur disque. Plusieurs émissions jeunesse alors diffusées à Télé-Métropole sont enregistrées devant public.
Radio-Québec entre pour sa part en ondes le 22 février 1968. Employé jusque-là à Radio-Canada, Pierre Gauvreau compte parmi les premiers réalisateurs de la nouvelle station québécoise. Il met sur pied deux émissions didactiques en collaboration avec le ministère de l’Éducation : Les Oraliens et Les 100 Tour de Centour. Cette dernière émission propose même des cahiers d'exercices aux enseignants.

### Fanfreluche(Radio-Canada, 1968-1971)
La poupée Fanfreluche ouvre son grand livre pour raconter des contes et des légendes aux enfants. Elle entre très souvent dans l’histoire pour en changer le cours. Le personnage a été créé par Kim Yaroshevskaya en 1954 au Théâtre Le Grenier. Elle l’interprète les premières fois à la télévision dans Fafouin et La Boîte à surprise. Madame Yaroshevskaya écrit en plus les textes. Herbert Ruff signe la musique, Pierre Major, les décors et Christiane Chartier, les costumes.

### Grujot et Délicat(Radio-Canada, 1968-1975)
À Saucissonville, les chiens Grujot et Délicat, sont maires ex æquo. Ils vivent toutes sortes d'aventures en compagnie de l'échevin Sourdine, Tommy l’Écossais et la vieille fille Mademoiselle Sainte-Bénite. Chatonne, qui habite Miouville, vient aussi leur rendre visite. Délicat s'empêtre fréquemment dans des situations compliquées que son ami Grujot arrive à résoudre. L'émission est scénarisée par Jean Besré et Clémence DesRochers, qui incarne aussi Mademoiselle Sainte-Bénite. Lise Lasalle interprète Grujot et Gisèle Mauricet, Délicat.

### Le Pirate Maboule(Radio-Canada, 1968-1971)
Le pirate raconte les aventures qu'il aurait vécues lors de ses voyages en profitant pour les exagérer quelque peu. Il est notamment entouré de Loup-garou, de Madame Bec-Sec, de Polycarpe et de Rosa Petitpas. Jacques Létourneau a créé le personnage du Pirate Maboule au Théâtre Le Grenier en 1951. Il reprend le personnage à la télévision dans Fafouin en 1954 puis La Boîte à Surprise en 1956. Létourneau, en plus d'y jouer, scénarise l'émission.

### Sol et Gobelet(Radio-Canada, 1968-1971)
Sol et Gobelet montre le quotidien de Sol, un clown clochard (Marc Favreau), et Gobelet, un clown bucolique (Luc Durand). Ils vivent dans un appartement très dépouillé. Ces drôles de pistolets y manient savamment l'humour, les calembours et la langue. Luc Durand et Marc Favreau assure la scénarisation alors qu'Herbert Ruff signe la musique. Les personnages de Gobelet et d'Isabelle (interprété par Suzanne Lévesque) sont issus de l'émission Les Croquignoles. Marc Favreau reprendra plus tard son personnage de Sol dans ses spectacles solos pour adultes.

### La Ribouldingue(Radio-Canada, 1968-1971)
La Ribouldingue maniait avec finesse l'humour de la commedia dell’arte. On y retrouvait les personnages de Paillasson (Jean-Louis Millette), du Professeur Mandibule (Marcel Sabourin), de Monsieur Bedondaine (Roland Lepage), de Friponneau (André Montmorency), de Dame Plume (Denise Morelle), de Prunelle (Élizabeth Lesieur) et de Giroflée (Micheline Giard). Plusieurs se souviennent à quel point Paillasson adorait les patates au chocolat. Le scénario est signé par Roland Lepage, Jean-Louis Millette et Marcel Sabourin, la musique par Herbert Ruff.

### Le Major Plum-Pouding (Radio-Canada, 1969-1973)
L'action se déroule en Angleterre et tourne autour d'un policier, le major Plum-Pouding (Yves Létourneau), et de son entourage composé de sa secrétaire Bibianne (Françoise Lemieux), de sa gouvernante Dame Pénélope (Janine Sutto), de son neveu Fanfan ainsi que d'Aristide Cassoulet (Gaétan Labrèche), agent secret au service de l'Interbol et grand rival du major. La série est écrite par Yves et Jacques Létourneau.

### Les Oraliens(Radio-Québec et Radio-Canada, 1969-1970)
Vêtus d'une combinaison orange, deux petits extraterrestres de la planète Oralie, Kalinelle (Lisette Anfousse) et Picabo (Hubert Gagnon), découvrent la Terre. Ils sont généreusement hébergés par François Colin, appelé Francolin (Serge L'Italien), dans une maison de poupée. Les deux extraterrestres font la rencontre de Couac, un perroquet parlant (Gaétane Laniel), de l'ordinateur Millimagino (Pascal Rollin) ou encore de Madame Pointu (Hélène Loiselle), qui abat son parapluie à la moindre occasion sur Francolin. Les Oraliens est une émission pédagogique qui a pour but d'enseigner les mots justes et la prononciation aux enfants du premier cycle du primaire. Sous la houlette du ministère de l’Éducation du Québec, elle est développée par Pierre Gauvreau, alors directeur du service de réalisation à Radio-Québec. Les textes sont signés de Christian Delmas, Denys St-Denis, Jean Morin et Lise Lemay-Rousseau.

### Les 100 Tours de Centour(Radio-Québec, 1971-1972)
Originaire du Pays des génies, Centour (Yves Massicotte) vient sur Terre pour jouer des tours. Muni de son bracelet magique, il se pose au Québec. Verbo (Julien Genay) arrive à déjouer ses tours grâce à Mémo, son aide-mémoire, et à son ami humain, Pico (Ghyslain Tremblay). Lorsque Verbo parvient à faire des phrases correctes grammaticalement, Centour est contrecarré dans ses projets. Les 100 Tours de Centour est une émission éducative qui souhaite valoriser la langue française. Guy Sanche y est scripteur.

### Nic et Pic(Radio-Canada, 1972-1977)

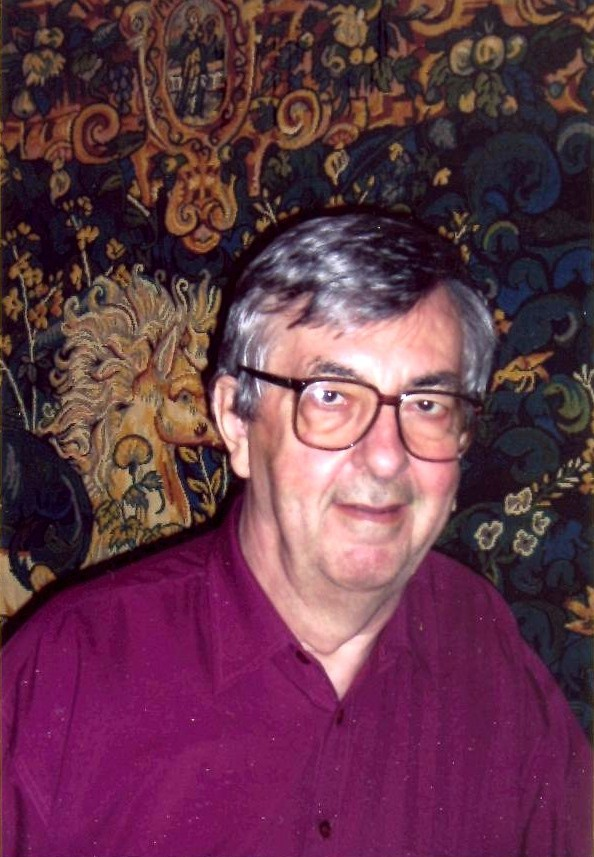
Michel Cailloux a interprété Michel le magicien et écrit les textes de Bobino à Radio-Canada. Il a aussi collaboré à plusieurs autres émissions comme Marie Quat'Poches, Tape-Tambour et Nic et Pic. Il multiplie aussi les tournées d'écoles à travers le Québec pour rencontrer les enfants.

Deux souris, Nic et Pic, explorent le monde à bord d'une montgolfière. Elles découvrent divers pays et les enfants qui regardent l'émission aussi par la même occasion. Les marionnettes sont développées par Nicole Lapointe et Pierre Régimbald. Elles sont d'abord apparues dans Fanfreluche. Michel Cailloux, Gaétan Gladu et Roland Lepage participent à la scénarisation tandis que la chanson thème est écrite par Gaétan Gladu et Herbert Ruff. Jocelyne Goyette prête sa voix au personnage de Nic et Louise Matteau, à celui de Pic.

### Picotine(Radio-Canada, 1972-1975)
Petite fille curieuse et romantique, Picotine (Linda Wilscam) évolue dans un quotidien ensoleillé avec ses amis Poildepluche (voix de Guy L’Écuyer, manipulé par Guy Beauregard), Raminat Grogros, Fantoche (Michel Dumont) et Jujube (Louisette Dussault). Plusieurs se souviennent de l'expression préférée de Poildepluche: « Citronnette de citronnette! ». Michel Dumont et Linda Wilscam participent à la scénarisation tandis qu'Herbert Ruff signe la musique.

### Génies en herbe(Radio-Canada, 1972-1997)
Génies en herbe est un jeu de culture générale où deux équipes de 4 joueurs représentant chacune une école secondaire s'opposent. L'émission est née sur les ondes de CBOFT à Ottawa et est diffusée sur l'ensemble du réseau de Radio-Canada à partir de 1975. Elle a été animée par Serge Arsenault (1972-1975), Pierre McNicoll (1975-1982), Marc Fillion (1975-1982), Michel Benoît (1982-1989), Claude Deschênes et Élaine Lauzon (1989-1990) et Martin Gélinas (1990-1997).

### Patofville(Télé-Métropole, 1973-1976)
Patof (Jacques Desrosiers), un clown russe, habite dans une bottine avec son chien Boulik (Roger Giguère, qui incarne en plus Itof, Fafouin, Midas et Mademoiselle Saugrenu). On retrouve aussi Polpon, le chef de police et des pompiers, qui vit dans une théière et le Général Itof, un espion qui doit ramener Patof en Russie. Enregistrée devant public, Madeleine Arbour y fait en outre du bricolage. Jacques Desrosiers a créé le personnage Patof pour Le Cirque du Capitaine. En 1975, plusieurs personnages s'ajoutent comme le chef de gare Monsieur Tut-Tut, l'Oncle Tom et Fafouin. La chanson thème et les nombreux produits dérivés s'arrachent. Les textes de Patofville sont de Gilbert Chénier, un ancien de La Boîte à surprise.

### L'Évangile en papier(Radio-Canada, 1975-1976)

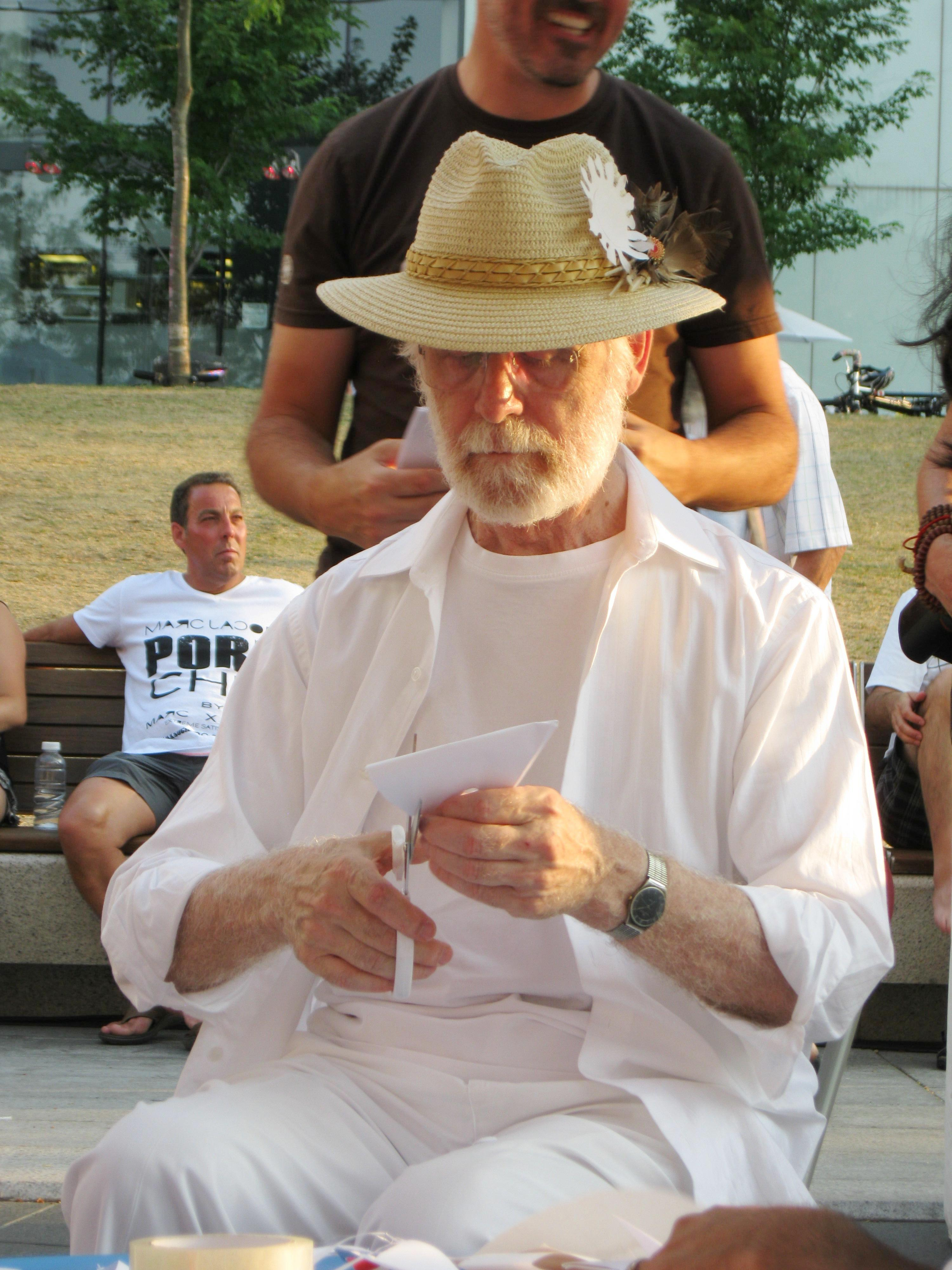
Claude Lafortune excellait dans l'art du papier.

L’Évangile en papier est une émission religieuse dans laquelle Claude Lafortune fabrique des personnages et des décors en papier. Elle a pour but de faire connaître l’Évangile aux enfants. L'émission est diffusée les fins de semaine et sera rediffusée jusqu’au début des années 1980.

### Monsieur Tranquille(Télé-Métropole, 1977-1978)
Enregistrée devant public, Monsieur Tranquille et son ami Eugène (Jacques Desrosiers) vivent de nombreuses aventures. Marcel Giguère y est bruiteur. Monsieur Tranquille est une marionnette créée par Roger Giguère pour Patof voyage. Les produits dérivés de l'émission sont très populaires.

#### Autres émissions
- La Cabane à Midas (Télé-Métropole, 1967-1970)
- Le Cirque du Capitaine (Télé-Métropole, 1970-1973)
- Chez le prof Pierre (Télé-capitale, 1970-1972)
- Fanfan Dédé (Télé-Métropole, 1975-1982)
- Le Grenier (Radio-Canada, 1976-1979)
- Le Gutenberg (Radio-Canada, 1976-1979)
- Pour tout l’monde (Télé-Métropole, 1976-1977)
- Alexandre et le roi (Radio-Canada, 1976-1978)

## Génération Passe-Partout, 1977-1988
Pour les enfants de la fin des années 1970, la télévision fait partie de leur existence dès leur naissance. Depuis maintenant 15 ans, le petit écran trône dans le salon de la plupart des familles québécoises. La télévision rythme la vie des gens. Dès qu'ils rentrent de l’école, les enfants se ruent devant le téléviseur pour ne pas manquer leur émission préférée ou les dessins animés le matin des fins de semaine. En 1983, les enfants passent en moyenne 18,3 heures par semaine devant la télévision.
À Radio-Canada, ils peuvent en apprendre plus sur la faune et la flore en regardant Tape-Tambour, rire des tours que la petite chatte grise Ciboulette joue à Félix (Félix et Ciboulette) ou tenter de résoudre les charades du sphinx avec Bulle et Philo perdus dans les traboules (Traboulidon). Les plus vieux, apprécie les sketches et les chansons déjantés de Pop citrouille puis Court-Circuit. Les enfants des années 1980 apprécient également les sketches cocasses interprétés par Rémy Girard et Pauline Martin dans Minibus et rêver à travers les contes de fée et les costumes magnifiques dans Iniminimagimo.
À Télé-Métropole, ils se plaisent à réclamer un morceau de robot en même temps que le capitaine Cosmos aux Satellipopettes. Les enfants de cette époque se plaisent aussi à regarder Le Village de Nathalie, qui met en vedette la très populaire jeune chanteuse Nathalie Simard.
À Radio-Québec, une émission pédagoqique qui va profondément marquer toute une génération de poussinots et de poussinettes naît en 1977 : Passe-Partout. Cette émission quotidienne fera l'objet d'une grande fidélité de la part des téléspectateurs pendant toute la durée de sa production et ils sont plusieurs à ne manquer aucun épisode. La « génération Passe-Partout », celle qui a grandi avec l'émission, se souvient avec émotions des biscuits qui font grandir, fredonne un air en se brossant les dents, rêve de manger une poule en chocolat caché dans le garde-manger de Grand-Mère ou a encore peur de perdre sa boîte à lunch comme Mélodie. Toujours à Radio-Québec, dans le temps des Fêtes, une tradition naît en 1980-1981 : Ciné-cadeau. Depuis plus de quarante ans, cette émission est le rendez-vous annuel de plusieurs centaines de téléspectateurs. L'émission interdite aux adultes, Le Club des 100 watts, rejoint également un large public.

### Passe-Partout(Radio-Québec et Radio-Canada, 1977-1991)

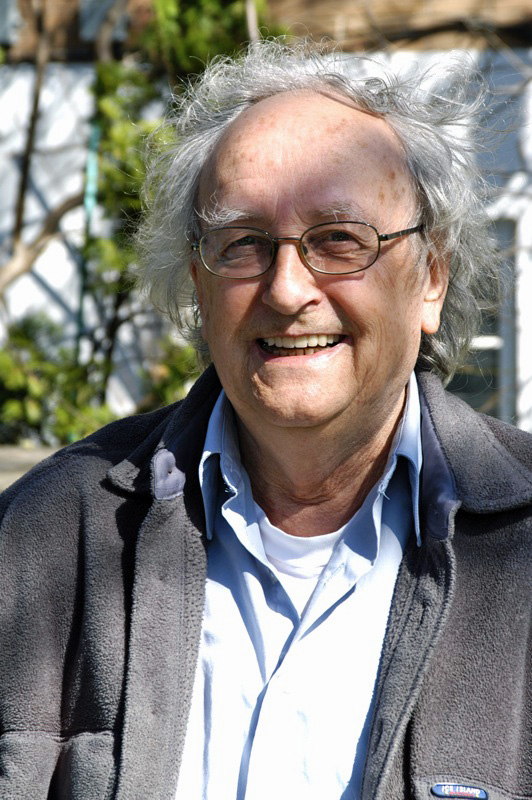
Laurent Lachance oeuvre à la création de Passe-Partout.

Inspiré de l'émission américaine Sesame Street, le ministère de l’Éducation du Québec confie au Service général des moyens d’enseignement le mandat de concevoir une émission pour les petits québécois d'âge préscolaire. Laurent Lachance, chargé des projets pédagogiques, et ses adjointes Louise Poliquin et Carmen Bourassa, y œuvrent assidument. La production est confiée à JPL Production au début de 1977. De la première diffusion le 15 novembre 1977 et tout au long des épisodes suivants, Passe-Partout souhaite inculquer des valeurs comme la confiance en soi grâce à des marionnettes, des personnages principaux et à leur histoire attachante dans laquelle les enfants se reconnaissent. Les chansons et les comptines, écrites par Pierre F. Brault et Michel Robidoux sur des paroles de Bernard Tanguay, Michèle Poirier, Ronald Prégent, Jean-Pierre Liccioni et Jocelyne Goyette, comptent pour beaucoup dans le succès de Passe-Partout.
Plusieurs classes de maternelle la diffusent et un album de chansons sort en 1980. Avec ses 175 000 exemplaires écoulés, l'album rencontre rapidement le succès. Le disque remporte même le Félix du disque le plus vendu, toutes catégories confondues. Les personnages participent également à des dizaines de spectacles à travers le Québec. À l'Assemblée nationale, le député Richard Guay est bien conscient du succès de l'émission auprès des enfants. Il dit en 1983 : « Je pense que nous rendrions bon nombre d'enfants du Québec furieux, si la période de questions passait comme auparavant à 18 heures. […] Je ne voudrais pas être le parlementaire qui prendrait la responsabilité d'abolir Passe-Partout pour y mettre les débats de l'Assemblée nationale, si intéressants soient-ils. » À la fin de 1991, 289 épisodes ont été produits. Ils sont rediffusés jusqu’en 1998. Un coffret DVD est mis en marché en 2006.
Marie Eykel (Passe-Partout), Jacques L’Heureux (Passe-Montagne), Claire Pimparé (Passe-Carreau), Pierre Dufresne (Fardoche) Kim Yaroshevskaya (Grand-Mère), André Cartier (André), Jocelyne Goyette (Julie) incarnent des personnages auxquels s'attachent les enfants.
Pierre Régimbald et Nicole Lapointe sont les créateurs et les manipulateurs des marionnettes. Les voix des marionnettes sont assurées par Ève Gagnier (voix de Cannelle), Mirielle Lachance (voix de Pruneau), Robert Maltais (voix de Perlin), Louise Rémy (voix de Perline), Élisabeth Chouvalidzé (voix de Rigodon), Michèle Deslauriers (voix de Ti-Brin), Jocelyne Goyette (voix de Mélodie), en plus de Madame Coucou, Carmine et Doualé.

### Les Satellipopettes(Télé-Métropole, 1978-1987)
Claude Steben (Capitaine Cosmos) anime, en compagnie de Vermicelle (Daniel Couturier), un jeu de questions et d’adresse où s'affrontent des enfants provenant de deux écoles primaires. Quand une équipe remporte le point, elle peut ajouter un morceau à leur robot (Math ou Mathique). L'équipe gagnante des Satellipopettes est celle qui complète son robot en premier.

### Pop Citrouille(Radio-Canada, 1979-1983)
Pop Citrouille s'adresse aux pré-adolescents. Avec des sketches absurdes et des chansons originales, on y retrouve les marionnettes Citrouille et Pop, son ami robot. Une vingtaine de scénaristes y collaborent ainsi que plusieurs jeunes comédiens comme Denis Bouchard, Reynald Bouchard, Normand Brathwaite, André Cartier, Marie-Josée Caya, Denyse Chartier, Michèle Deslauriers, Marie Eykel, Claude Lafortune et Ghyslain Tremblay. Pop Citrouille change de nom pour celui de Court-Circuit de 1983 à 1985. On continue d'y aborder, dans une ambiance décontractée, diverses situations que vivent les adolescents. On y retrouve à nouveau André Cartier, Denyse Chartier et Normand Brathwaite.

### Tape-Tambour(Radio-Canada, 1981-1985)
Coucouli (Antoine Durand) et Ripinson (Lucie St-Cyr) cherchent à faire connaître la faune et la flore aux enfants. Ils peuvent compter sur leurs amis Tirelou, Monsieur Grosbleu, Guédape et Galipette. Tape-Tambour est écrite par Marie Racine et Michel Cailloux.

### Ciné-Cadeau(Radio-Québec/Télé-Québec, 1980-en cours)
Durant la période des Fêtes de 1980-1981, Radio-Québec présente des films et des dessins animés aux enfants entre la mi-décembre et la première semaine de janvier. Imaginée au départ comme un « programme qui devrait laisser aux parents une certaine tranquillité », l'émission est baptisée Ciné-Cadeau en 1982. On y présente depuis des films et des dessins animés tels que Maya l’abeille, Astérix, Charlie Brown, Lucky Luke, Garfield ou Peter le chat sans queue.

### Félix et Ciboulette(Radio-Canada, 1983-1989)
Félix et Ciboulette met en scène Félix (Jean-François Gaudet) et sa chatte Ciboulette (Diane Garneau) qui habitent une maison dans le Vieux-Québec. Ils reçoivent souvent la visite du chien Noiraud (Ginette Guay), de la voisine Ève (Céline Bonnier), de l'amie Mireille (qu'on ne voit pas à l’écran), et de l'ami Raymond (Denis Bernard) et de son camion Stop. Félix et Ciboulette se jouent de nombreux tours. Les sketchs sont entrecoupés de dessins animés. L'émission est scénarisée par André Jean et Nicole-Marie Rhéault, les textes sont de Louise Gamache, les costumes, de Denis Denoncourt et de Luce Pelletier, les marionnettes, de Josée Campanale. Elle est enregistrée dans les studios de Québec et met de l'avant des comédiens issus du Conservatoire d’art dramatique de Québec.

### Traboulidon(Radio-Canada, 1983-1987)

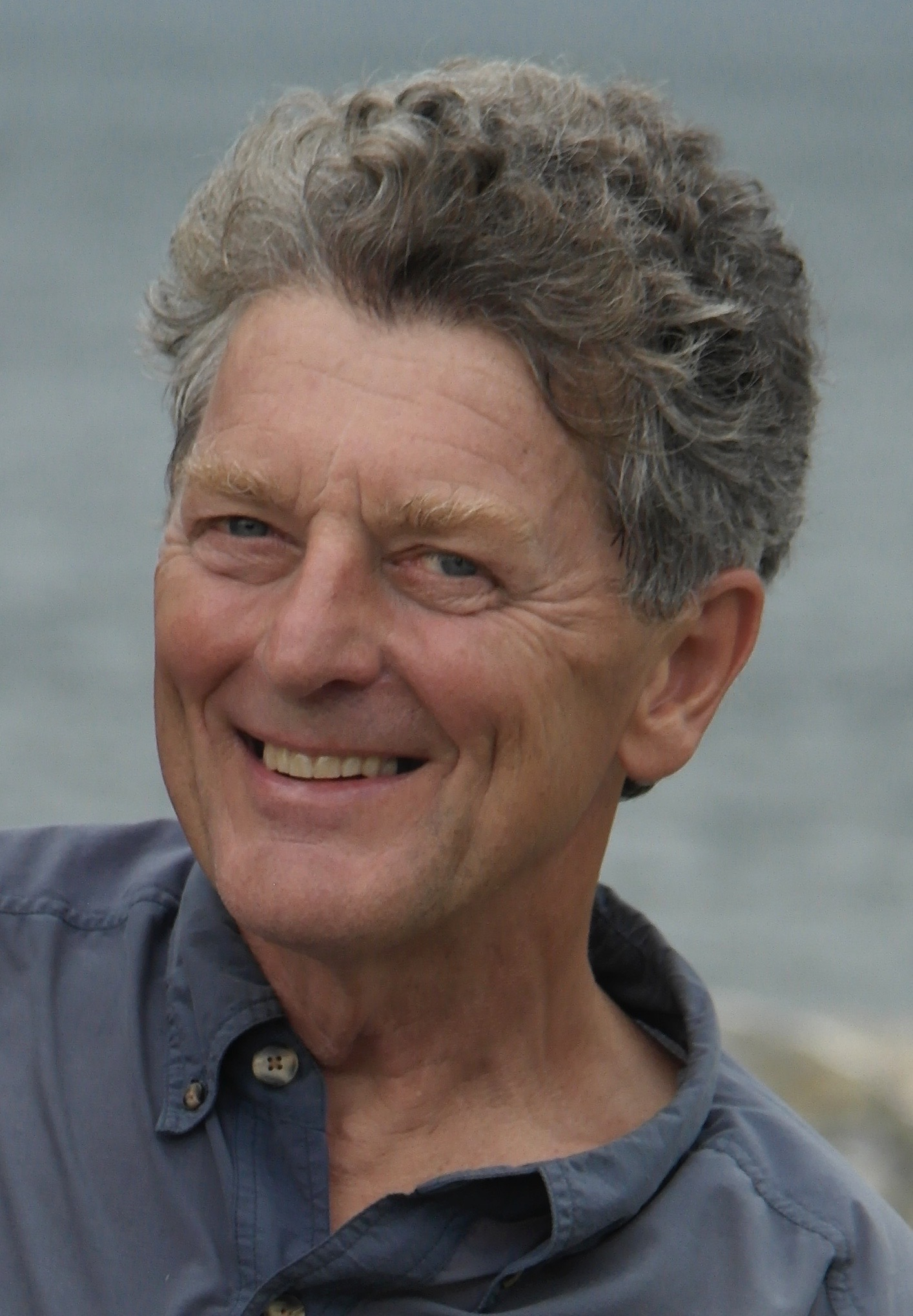
Denis Mercier incarnait Philo dans Traboulidon.

Bulle (Sylvie Léonard) et Philo (Denis Mercier) jouent au jeu informatique Traboulidon quand une force les attire dans « les traboules ». Prisonniers, ils tentent de revenir dans le vrai monde mais leurs manettes sont endommagées. Dans ce monde surréaliste, ils rencontrent divers personnages comme Nespa (Alain Gélinas). Philo répare finalement les manettes et les deux amis parviennent à revenir dans le monde réel. Ils peuvent toutefois continuer d'explorer les traboules à leur guise. Le scénario de Traboulidon est de Jean Bellemare, Normand Mongeon, Robert Harvey et Maryse Pelletier. Serge Brodeur signe la musique.

### Minibus(Radio-Canada, 1983-1985)
Minibus était animée par Rémy Girard et Pauline Martin et coanimée par Johanne Beauchamp, Marc Legault et Marcel Leboeuf. Devant un autobus jaune en carton, ils interprétaient des sketches en compagnie d'invités. L'humour et les situations cocasses étaient au rendez-vous. L'émission était enregistrée devant public.

### Le Village de Nathalie(TVA, 1985-1988)
Nathalie (Nathalie Simard) habite un village avec ses amis Caboche (Serge Thibodeau), Beding-Bedang (Marco Poulin), le professeur Cric-Crac-Pot (Louis-Georges Girard), Mademoiselle Bric-à-Brac (Marie-Thérèse Fortin), Rouge-à-Lèvres (Marie Dumais puis Sylvie Dubé) et le maire Monsieur Arrêt-Stop (Jacques Leblanc). Le Village de Nathalie est scénarisée par Ève Déziel et Jacques Michel.

### Iniminimagimo(Radio-Canada, 1987-1990)
Du lundi au vendredi, 4 comédiens (Joël Legendre, Dominic Philie, Christine Séguin, Louise Lavoie et Jean Petitclerc) interprètent divers contes de fées (Cendrillon, Hansel et Gretel, etc.) par le biais du théâtre. Les auteurs d'Iniminimagimo sont Marie-Francine Hébert, Maryse Pelletier, Claude Roussin et Linda Wilscam. La musique est d'Alain Noreau, Serge Brodeur et Mario Parent.

### Le Club des 100 watts(Radio-Québec, 1988-1996)

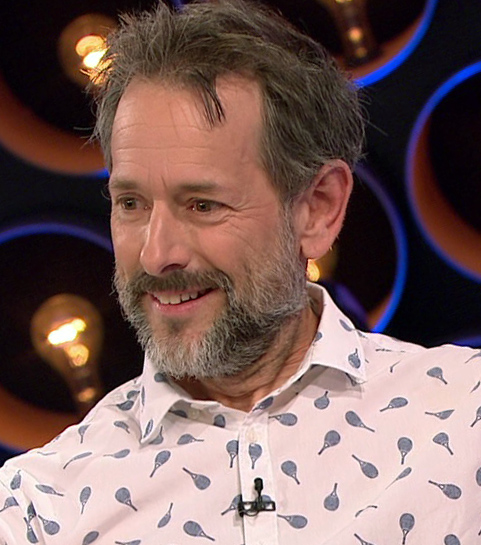
Marc-André Coallier animait Le Club des 100 watts, une émission « interdite aux adultes ».

Marc-André Coallier puis Jean-Marie Lapointe animent cette populaire émission « interdite aux adultes » dans laquelle on retrouve des dramatiques, des sketches humoristiques, des capsules, des vox-pop et des concours de « lip-sync ». Le Club des 100 watts est conçue par Jean-Pierre Morin et est scénarisée par Joanne Arseneau, Pierre-Yves Bernard, Sylvain Charbonneau, Isabelle Doré et Josée Plourde. L'animateur reçoit des invités et des réguliers comme Bernard Fortin, Marc Labrèche et Claude Legault.

#### Autres émissions
- Les Antipodes (Radio-Canada, 1978)
- Le Monde de Monsieur Tranquille (Télé-Métropole, 1978-1979)
- Gronigo et cie (Télé-capitale, 1979-1984)

## L'arrivée d'une chaîne spécialisée pour les jeunes: Canal Famille, 1988-1999
Aux trois chaînes traditionnelles que sont Radio-Canada, Télé-Métropole et Radio-Québec s'ajoute la télévision des jeunes du Québec (TVJQ) assure une petite offre jeunesse de 1980 à 1988. Mais c'est véritablement à la fin des années 1980 qu'une chaîne spécialisée pour les jeunes est fondée. Le Canal Famille entre en ondes le 1er septembre 1988. De 7h à 19h en semaine et de 7h à 20h la fin de semaine, les jeunes peuvent voir plusieurs émissions étrangères et originales telles que Bibi et Geneviève, Sur la rue Tabaga, Fripe et Pouille, Enfanforme, Télé-Pirate, Les Intrépides et Radio Enfer. Le Canal Famille veut se distinguer de l'offre et préfère un ton plus libre, audacieux et ludique qu'éducatif. Il y parvient nettement avec une fiction comme Dans une galaxie près de chez vous, qui a tôt fait de devenir culte pour ceux et celles qui suivent les aventures de l'équipage.

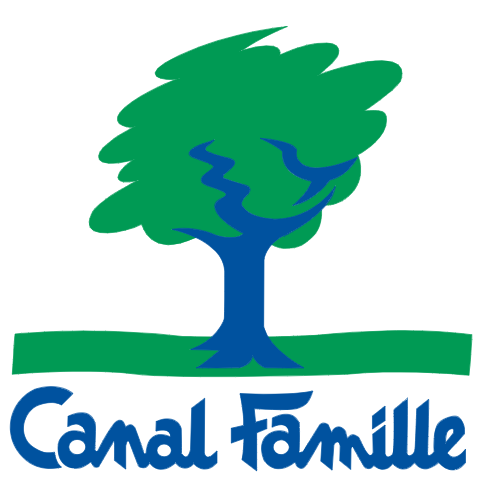
L'un des logos du Canal Famille.

À Radio-Canada, les enfants des années 1990 se familiarisent avec la science grâce aux Débrouillards et en apprennent plus sur les animaux grâce à Bêtes pas bêtes +. Vazimolo et Bouledogue Bazar misent pour leur part sur l'irrévérence et l'absurde les fins de semaine. Watatatow, une fiction qui s'adresse aux adolescents et aborde leur quotidien, devient rapidement culte. Radio-Canada continue également de s'intéresser aux plus jeunes avec une émission comme La Ribambelle.
Nathalie Simard continue d'avoir beaucoup de succès avec les Mini-stars de Nathalie à TVA. Les émissions Robin et Stella et ZAP, diffusées à Télé-Québec, rejoignent un large public. La chaîne innove en présentant un premier personnage 3D à la télévision québécoise dans Macaroni tout garni. Les enfants-animaux de Cornemuse font pour leur part courir les foules. La production est donc abondante et éclatée pour les jeunes des années 1990.

### Bibi et Geneviève(Canal Famille, 1988-1993)
Bibi Z99944x (voix et manipulation Michel Ledoux), originaire de la planète XY1000Z, effectue un stage pour étudier la Terre. Il atterrit chez Geneviève (Sophie Dansereau), une dessinatrice. Il côtoie également le locataire Julien (Nicolas Canuel), Thérèse (Yolande Roy), la mère de Geneviève et Rose, une dame âgée aveugle et Monsieur Vite-Vite (Luc Guérin). Cet être aux cheveux verts ne doit pas être vu par les terriens. Il possède plusieurs pouvoirs ainsi qu'une mémoire prodigieuse. Le personnage de Bibi est conçu par Serge Chapleau.

### Chat boume(Canal Famille, 1990-1991)
L'histoire tourne autour de quatre chats aux personnalités bien différentes qui habitent une ruelle où ils s’amusent et vivent des aventures. Ils reçoivent parfois la visite de deux souris qui se joignent à leurs jeux. On y trouvait notamment les comédiens et comédiennes Anne Fréchette, Daniel Lamontagne, Élyse Marquis, Sabin Thivierge et Sylvie Dubé. Chat boume s’adresse aux enfants de cinq à neuf ans. L’émission est scénarisée par Céline Marchand et Johanne Gaudet. Les décors sont de Michel Marsolais et les costumes, de Jean Blanchette.

### Les Débrouillards(Radio-Canada, Canal Famille, VRAK.TV, TV5, Télé-Québec et TFO, 1990-1995, 1996-1997 et 1998-2003)

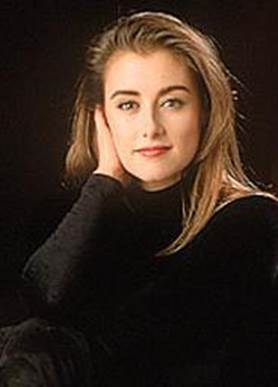
Marie-Soleil Tougas a coanimé Les Débrouillards avec Grégory Charles, une émission de vulgarisation scientifique.

Les Débrouillards était une émission de vulgarisation scientifique pour les jeunes animée par Grégory Charles (1990-2003) et Marie-Soleil Tougas (1990-1997). Karine Vanasse prend la relève à la coanimation (1998-2001) à la suite du décès de Marie-Soleil Tougas. On y retrouve fréquemment les comédiens et les comédiennes Guy Jodoin, Sébastien Tougas, Vincent Bolduc, Yan England, Johanne McKay et Fanny Lauzier.

### Télé-Pirate(Canal Famille, 1991-1996)
Christian Bégin, Guy Jodoin (remplacé par Carol Cassistat à partir de la troisième saison) et Élyse Marquis montrent aux jeunes que l’on peut apprendre en s’amusant. Gérard Cyr, un musicien/bruiteur, accompagne les sketches. L’émission présente également des vidéoclips. On y retrouve notamment les personnages de Super Poche et Super Pourri, Bateman et Robine, Jean-Sylvain Rogatien Dutrisac, communément appelé le Téteux, Cendriller et sa fée détraquée (la fée Tuccini) Dan Dalot et Cindy Kingpin.

### Vazimolo(Radio-Canada, 1991-1995)
Animée par André Robitaille, l'émission a pour but de divertir les enfants les matins de fin de semaine avec des sketches, des chansons, des chroniques et des dessins animés. André reçoit également un artiste à chaque épisode avec qui il réalise un sketch et une entrevue. On y retrouve les personnages de Michel Boudichon, d’Yvan Boudrias, de la Petite Peste, ainsi que du jumeau d’André. Les textes sont signés par Martin Doyon et André Robitaille et la musique, par Anne Bisson.

### Watatatow(Radio-Canada, 1991-2005)
Dans cette série, des adolescents fréquentant une maison de jeunes dans un quartier populaire de Montréal vivent divers problèmes et des expériences (conciliation travail-études, consommation de drogues et d’alcool, premières amours). On y retrouve les familles Couillard, Fraser, Trépanier, Laurin, Bélanger, Gauthier et Leclerc.
Plusieurs comédiens jouent dans Watatatow, dont Hugo St-Cyr (Michel Couillard), Karine Pelletier (Stéphanie Couillard), Ruddy Benz-Eloi (Raphaël Termidor), Étienne de Passillé (Martin Goulet), Jean-Pierre Leduc (Louis Fraser), Marie-Renée Patry (Céline Trépanier), Jean Lafontaine (Guy Trépanier), Ève Dussault-Bézaire (Julie Fraser), Paule Dussault-Bézaire (Chloé Fraser), Miguel Sanchez (Miguel Trépanier), Dong Thuy Hoang (Tania Trépanier), François Chénier (François Clément).

### Bouledogue Bazar(Radio-Canada, 1995-2002)
Max (France Parent), Boris (Didier Lucien) et Labrosse (Martin Petit) animent cette émission de sketches et de chansons les samedis et dimanches matins. On y présente aussi des dessins animés. Max et Boris sont remplacés par Jules (Charles Gaudreau) en 1996. Ils incarnent des personnages comme le capitaine Ken et le lieutenant Ginette, Catherine Romanoff, Gaston Glouton, Marie-Bulle, Mononc’Léo et les triplettes Ouellet. D’autres comédiens, comme Louisette Dussault (Julienne), Guy Jodoin (Bobby Watson) ou Claude Legault (Madame Polkavitch) y font des apparitions.

### Radio Enfer(Canal Famille, 1995-2001)
Carl (François Chénier) fonde une radio étudiante à son école secondaire avec son cousin Léo (Robin Aubert). Plusieurs autres jeunes viennent les rejoindre. Vincent (Joël Marin) et Dominique (Isabelle Drainville), du journal étudiant, leur feront la vie dure. Les enseignants, le directeur et la psychologue gravitent autour d’eux. On y retrouve ainsi Rachel Fontaine (Maria), Anne-Claude Chénier (Camille), Michel Charette (Jean-Lou), Vincent Magnat (Germain), Micheline Bernard (Jocelyne), Pierre Claveau (Monsieur Giroux) et Guillaume Lemay-Thivierge (Jean-David). L’émission comptent plusieurs scénaristes dont Luc Déry, Michel Lessard, François Parenteau, Lise Mouffette, Jean-François Mercier, Micheline Sylvestre et Bruno Blanchet.

### Macaroni tout garni(Télé-Québec, 1998-2004)

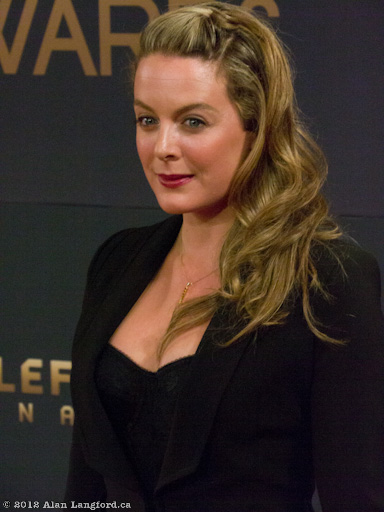
Julie LeBreton incarnait le personnage de Snoro dans Macaroni tout garni.

Louis-Martin (Louis-Martin Despa) aime dessiner. Par le miracle de la magie, certains de ses dessins s’animent. C’est le cas des chiens virtuels Macaroni (Nathalie D’Anjou) et Snoro (Julie Le Breton et Pascale Montreuil). Louis-Martin est aussi entouré du pilote d’avion Crocus (Jean Harvey), de l’adolescente Dyna (Genevière Désilets), des jumeaux joueurs de tours Fannie (Karina Michaud-Daigneault) et Nico, du clown maladroit Rémi Lamy (Luc Bourgeois), du camelot Lancelot et de Moustique, amateur d’insectes. Toujours grâce à Louis-Martin et à ses dessins, des personnages historiques ou imaginaires, comme Léonard de Vinci et Don Quichotte, viennent partager leur histoire.

### Cornemuse(Télé-Québec, 1999-2003)
Bagou le singe (Roxanne Boulianne), Kounga la kangourou (Sophie Bourgeois), Rafi la ratonne (Valérie Blais) et Tibor le tigre (Marie-Christine Lê-Huu) sont des « enfants-animaux » de quatre ans issus de familles aux modèles différents (nucléaire, monoparentale ou reconstituée). La vétérinaire Cornemuse (Danielle Proulx) veille sur eux. Cette émission est rythmée par plusieurs contes, comptines et chansons. Paule Marier, Félicia Cavalieri, Nicole Lavigne, André Poulin, Andrée Lambert et Danyèle Patenaude assurent la scénarisation, Hélène Schneider signe les costumes, Nicole Lapierre créée les maquillages, Marie Bernard et Gilles Grégoire, la musique originale.

### Dans une galaxie près de chez vous(Canal Famille devenu VRAK.TV, 1999-2001)
En 2034, l’équipage du vaisseau spatial canadien Romano Fafard est à la recherche d’une planète d’accueil pour les humains. La Terre est en effet devenue inhabitable en raison de la pollution. Coécrite par Claude Legault et Pierre-Yves Bernard, elle est adaptée au cinéma à deux reprises, en 2004 et 2008. Les films sont réalisés par Claude Desrosiers.

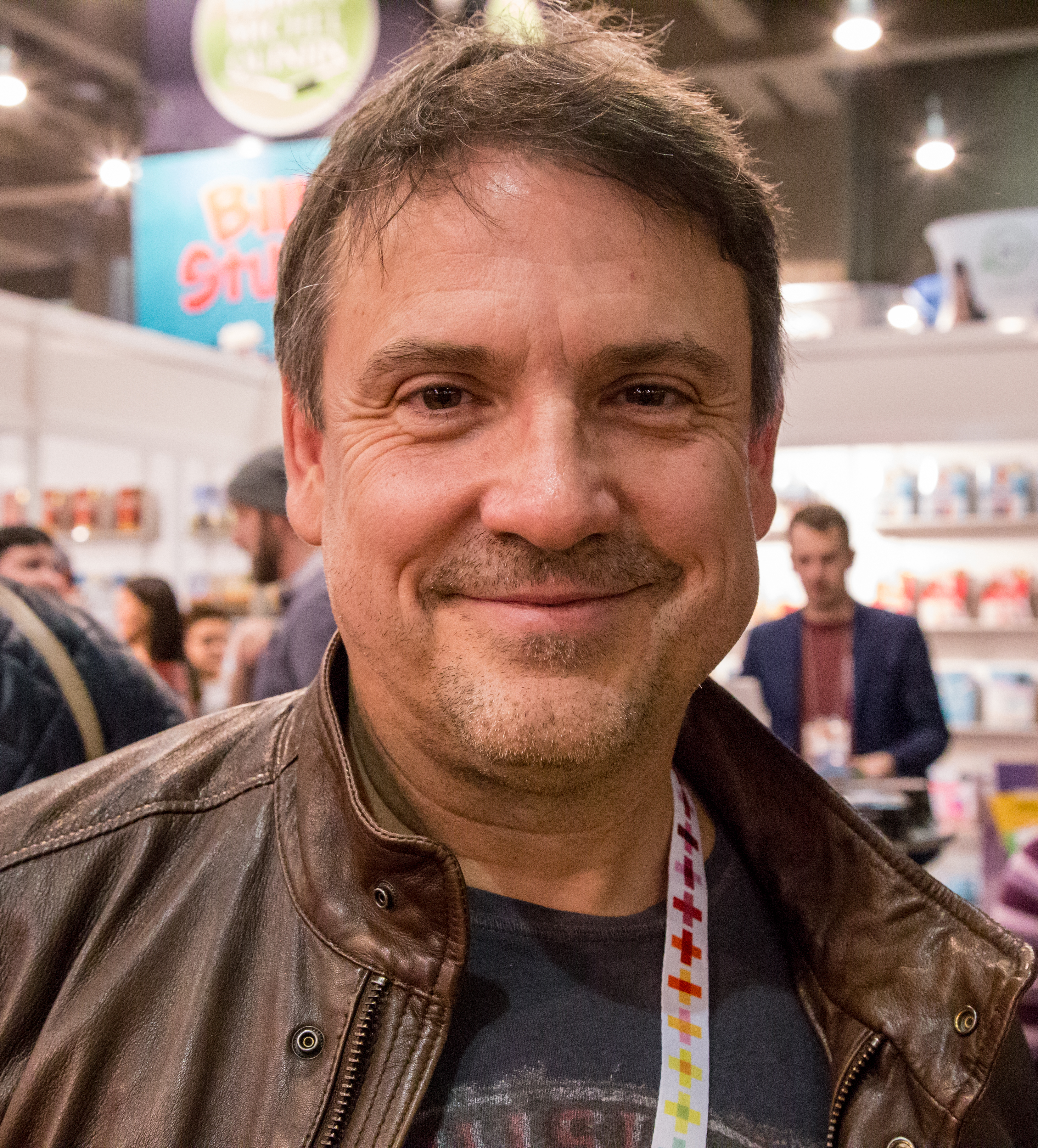
Claude Legault a coécrit la série Dans une galaxie près de chez vous en plus d'y jouer.

L’équipage est formé de Guy Jodoin (le capitaine Charles Patenaude), Claude Legault (Flavien Bouchard, opérateur radar), Stéphane Crête (Brad Spitfire, un scientifique et Linda Spitfire), Didier Lucien (le pilote Bob Dieudonné Marcellin), Isabelle Brossard puis Sylvie Moreau (la psychologue Valence Leclerc), Paul Ahmarani (le mercenaire Falbo Gotta), Pascale Montpetit (la médecin Mirabella Romario), Réal Bossé (le robot Serge 1, 2, 3, 4, 5, 6, 7, 8, 9, 10, 11, 12, 13, 14, 15, 16, 17, 18, 19), Mélanie Maynard (la technicienne Pétrolia Parenteau Stanislavski) et Patrice Coquereau (Ordinateur central). De nombreux comédiens sont invités au cours des saisons.

#### Autres émissions
- Les Mini-stars de Nathalie (TVA, 1988-1990)
- Bêtes pas bêtes + (Radio-Canada, 1989-1999)
- Robin et Stella (Radio-Québec, 1989-1993)
- Sur la rue Tabaga (Canal Famille, 1989-1995)
- Fripe et Pouille (Canal Famille, 1990-1993)
- Pacha et les Chats (Radio-Canada, 1991-1995)
- La Princesse astronaute (Canal Famille, Radio-Canada et Radio-Québec, 1993-1996)
- ZAP (Radio-Québec et Radio-Canada, 1993-1996)
- La Ribambelle (Radio-Canada, 1994-1996)

## L'influence du web sur les émissions jeunesse, 2000-2010
Au tournant du XXIe siècle, une nouvelle réalité commence à émerger. Les jeunes passent désormais du temps sur Internet. Les chaînes généralistes se demandent comment continuer de les rejoindre. Face à une possible concurrence d'Internet, les grands réseaux s'étaient préparés et ont décidé d'y assurer une présence en lançant leur site (1995 pour Radio-Canada et 1998 pour TVA).
Télé-Québec se distingue en 1999 en proposant, à la demande du ministère de l’Éducation du Québec, du contenu pour les jeunes en particulier par le biais de la ligne Carrefour éducation. En 2007, la chaîne lance la zone toutpetits.telequebec.tv, qui comprend des jeux pour les enfants d'âge préscolaire. Le Squat, un espace web pour les 6 à 12 ans, est mis en ligne en 2011. En 2014, la plateforme Télé-Québec en classe, complémentaire au programme d'éducation des élèves du primaire et du secondaire, est créée.
En plus du contenu offert sur leur site, Télé-Québec diffuse des émissions telles que Juliette en direct (première websérie québécoise pour les enfants de six à huit ans) et Les Argonautes qui empruntent la voie du web en plus de celle de la télévision. Télé-Québec mise en même temps sur des fictions plus traditionnelles comme Kaboum et Ramdam.
La concurrence de Télétoon, lancée en 1997, amène le Canal Famille à s'ajuster et à revoir sa mission. Le Canal Famille change donc de nom en 2001 et adopte celui de VRAK.TV. Il change en même temps de public cible. Des enfants de 3 à 14 ans, la chaîne s'adresse désormais aux préadolescents et aux adolescents. Parmi les émissions qui se distinguent durant cette période figurent Une grenade avec ça? et VRAK la vie.
TVA commence à délaisser la création de contenu jeunesse. En 2010, le groupe inaugure toutefois Yoopa, une chaîne de télévision, un magazine et un portail Web pour les enfants de 2 à 6 ans. De son côté, Radio-Canada semble connaître un creux de vague au début des années 2000 pour rebondir avec Des pieds dans la marge un peu plus tard.

### Une grenade avec ça?(VRAK-TV, 2002-2011)
La succursale montréalaise de Captain Creighton, une chaîne de fast-food, compte des employés peu conventionnels. On y suit les péripéties du gérant Danny Pitre (Michel Laperrière), d’Anaïs Boutin (Catherine Proulx-Lemay), d’Ève Kaputchinski (Rose-Maïté Erkoreka), de Tché (Éric Paulhus), de Darius (Yan England), de Sonia Compagna (Marilyse Bourke) et de Slamm (Pierre-Luc Houde).

### Kaboum(Télé-Québec, 2007-2012)
Une légende veut qu’une météorite ait atteint la Terre il y a fort longtemps et qu’en s’écrasant, un cratère se soit formé et rempli d’une eau magique. Ceux qui ont bu de cette eau auraient soudainement développé différents pouvoirs : les Karmadors seraient devenus plus talentueux, et les Krashmals, encore plus méchants. Paul (Vincent Paradis-Montplaisir) va vivre quelques mois chez sa tante Esther qui possède une épicerie. En plus de s’y faire de nouveaux amis (Clara, Éloi et Fernand), il prend connaissance de la légende. Tous commencent à observer le comportement des deux commis, Greg et Gina.
Kaboum compte entre autres les comédiennes et comédiens Kimberly St-Pierre (Clara), Rosalie Thouin (Natasha), Jean-Daniel Lamy (Éloi), Paul Ahmarani (Vorax), Réal Bossé (Beurk, Ulf, Le tuquelier fou), Léo Caron (Yak (Benoit Blain-Bernier/BBB), Deux), Édith Cochrane (Pétronille (Assomia), Camomille), Tania Kontoyanni (Embellena, Matutatuk, La reine de coeur), Jean-François Nadeau (Greg Charbonneau (Khrono) et Iannicko N’Doua-Légaré (Sébastien Fakoly (Rapido).
Parmi les auteurs figurent notamment Nathalie Champagne, Rachel Cardillo, Patrick Lowe, Nicole Lavigne, Marie-Frédérique Laberge-Milot, Chantal Francke, Camille Tremblay et Emmanuel Aquin.

### VRAK la vie(VRAK-TV, 2009-2015)
Dans VRAK la vie, quatre amis qui étudient au secondaire, Pierre Brodeur (Pierre Hébert), Catherine « Cathou » Boucher (Marie-Soleil Dion) Philippe « Phil » Rousseau (Philippe Laprise) et Magali « Mag » Melançon (Marie-Claude St-Laurent) vivent toutes sortes d’aventures drôles et improbables. Autour d'eux figurent Gérard Carrier (Patrice Coquereau), Coach (Michel Courtemanche), Rose (Virginie Morin), Marianne (Cathleen Rouleau), François Drava (Patrice Bélanger), Vicky (Jessica Malka), la cuisinière de la cafétéria (Danielle Fichaud), Dany (Louis Morissette), Benoît « Ben » (Stéphane Poirier), Madame Gariepy (Sophie Faucher), Magalien (Billy Tellier), Gilles (Martin Vachon), la professeure de musique (France D’Amour), le professeur d’arts plastiques (Marc Labrèche), le professeur d’anglais (Claude Legault) et Line Malenfant (Josée Deschênes). Les auteurs sont Daniel Gagnon, François Avard, Julien Tapp, Kristine Metz, Pascal Mailloux et Pierre Hébert.

#### Autres émissions
- Ramdam (Télé-Québec, 2001-2008)
- Mixmania (VRAK.TV, 2002)
- Les Pieds dans la marge (Radio-Canada, 2006-2010)
- Toc Toc Toc (Télé-Québec, 2007-2014)
- Sam Chicotte (Télé-Québec et TFO, 2008-2011)
- Juliette en direct (Télé-Québec, 2010)
- Les Argonautes (Web, 2013-2016 et Télé-Québec, 2017)

## Les enfants et la télévision à l'ère des écrans, 2011-2024
Face à la concurrence des plateformes américaines, certains spécialistes commencent à s’inquiéter de l’avenir de la télévision québécoise et se demandent si la plus jeune génération va l’écouter dans un proche avenir. L'écoute traditionnelle décline en effet depuis l'arrivée de plateformes comme Youtube, Netflix et Disney+ et les jeunes Québécois regardent de moins en moins la télévision québécoise. En 2011, un sondage relevait que les enfants francophones de 2 à 11 ans regardaient en moyenne 24 heures de télévision de façon hebdomadaire. En 2021, c'est maintenant 18 heures chez le même public. En plus, ces plateformes offrent généralement peu de contenu québécois et encore moins dans le cas des émissions jeunesse.
À la case horaire traditionnelle, c'est-à-dire du retour à la maison après l'école jusqu'en début de soirée, il n'y a plus que Télé-Québec qui maintient une programmation jeunesse. Par ailleurs, Radio-Canada et Télé-Québec continuent d'offrir une large programmation jeunesse les matins de semaine. La façon dont les jeunes consomment la télévision a aussi changé. Avec la dématérialisation, la télévision doit faire face à la concurrence avec les tablettes et les téléphones. Les publics cibles sont plus segmentés, plus individualisés car chacun peut désormais regarder son émission préféré seul sur sa tablette et non plus en famille devant le seul téléviseur de la maison.
Du côté des productions, Le Chalet rejoint un vaste auditoire à VRAK. Mais l'avenir semble de plus en plus difficile pour les chaînes spécialisées. VRAK est ainsi abolit en 2023.
Pour Richard Haddad de Télé-Québec : « La production originale est essentielle : la façon québécoise de raconter des histoires et les figures aimées par les jeunes créent une distinction ». La chaîne généraliste adapte son contenu en fonction des tranches d'âge des jeunes et continue à alimenter ses plateformes web Coucou et Squat en contenu exclusifs. L'application mobile « Mon ami Bulle » est lancée en 2016. L'émission culte Passe-Partout fait l'objet d'une nouvelle mouture à Télé-Québec en 2019 qui rejoint rapidement une nouvelle génération de téléspectateurs.

### Le Chalet(VRAK 2, 2015-2019)
Parmi les productions à succès, on retrouve plusieurs émissions dramatiques pour adolescents comme Le Chalet. L'histoire tourne autour de six amis, fervents de ski, qui se retrouvent chaque hiver dans un chalet. L’arrivée de Catherine vient toutefois perturber leur équilibre. L'émission était scénarisée par Annabelle Poisson, Kadidja Haïdara, Kristine Metz, Sarah-Maude Beauchesne, Yannick Éthier et Geneviève Simard. Elle mettait en vedette Catherine Brunet (Catherine), Julianne Côté (Lili), Pierre-Luc Funk (Max), Sarah-Jeanne Labrosse (Sarah), Antoine Pilon (Antoine), Félix-Antoine Tremblay (Francis) et Karl Walcott (Charles).

### Passe-Partout(Télé-Québec, 2019-en cours)
En 2019, les personnages de Passe-Partout, Passe-Carreau et Passe-Montagne reviennent pour divertir une nouvelle génération d'enfants. Une nouvelle version de la célèbre émission Passe-Partout est diffusée à Télé-Québec. Le scénario est signé par Simon Boulerice, Annie Langlois, Sophie Legault, Marie-Luce Maupetit et Mélissa Veilleux. Un nouveau disque, Coucou Passe-Partout, est aussi lancé en 2019. On y retrouve notamment Élodie Grenier (Passe-Partout), Jean-François C. Pronovost (Passe-Montagne), Gabrielle Fontaine (Passe-Carreau), Widemir Normil (Fardoche), Danielle Proulx (Grand-Mère) et Chadi Alhelou (Tancrède). Rosemarie Houde (Canelle), Julie Beauchemin (Pruneau), Martin Rouette (Perlin), Caroline Lavigne (Perline), Thiéry Dubé (Grand-papa Bi), Natalie Tannous (Madame Coucou), Claude Gagnon (Alakazoo), François-Nicolas Dolan (Virgule), Sylvie Comtois (Ti-Brin) et Line Boucher (Mélodie) prêtent leur voix aux marionnettes.

### Cochon dingue(Télé-Québec, 2017-2022)
Bario, Marilou, Momo et Val développent une encyclopédie, appelée le Wikidingue. On retrouve également le cochon d'Inde Néo. Le concept a été développé par Marie-Hélène Lapierre et Luc Michaud. Josée Deschênes, Marc Labrèche, Ludivine Reding, Phil Roy et Martin Watier prêtent leurs voix aux personnages.

### L'île Kilucru(Télé-Québec et Radio-Canada, 2021-2023)
Dans cette fiction, l'imaginaire est à l'honneur. La famille Belhumeur-Lamour part faire le tour du monde à bord d'un voilier. Elle découvre une île inconnue où elle rencontrera bientôt des créatures légendaires. L'île Kilucru met notamment en vedette les comédiens et comédiennes Rodley Pitt (Raoul), Lise Martin (Dalia), Nicolas Germain-Vien (Milo), Phara Thibault (Zora), Marcel Leboeuf (Trollilo), Marie-Ève Beauregard (Doulou) et France Castel (Fée Sylvestre).

#### Autres émissions
- Salmigondis (Radio-Canada et Télé-Québec, 2015-2018)

### La place des émissions jeunesse dans l'histoire de la télévision québécoise
Depuis plus de 70 ans, les images et les chansons de centaines d'émissions ont marqué l'imaginaire de milliers d'enfants au Québec. Fanfreluche est ainsi devenue indissociable de Kim Yaroshevskaya dans la mémoire populaire. Ces émissions constituent également un véritable patrimoine télévisuel. Des décors, marionnettes et costumes ont fait leur entrée dans certains musées alors que des scénarios et des photographies se retrouvent maintenant dans des centres d'archives. Au fil du temps, des traditions proprement québécoises se sont développées, dont l'écoute de Ciné-Cadeau à chaque période des Fêtes par les enfants devenus adultes depuis les débuts en 1980. De plus, en régions, des stations ont développé du contenu original diffusé localement.
Des marionnettes en passant par les émissions éducatives, les fictions ou les jeux, du noir et blanc à la couleur, du téléviseur au Web, les émissions jeunesse ont innové tout en s'adaptant à leur public et aux changements technologiques. Des centaines d'artisans ont veillé à divertir tout en éduquant ou simplement à créer de la magie. Qu'ils soient scénaristes, réalisateurs, bruiteurs, maquilleuses, caméraman, comédiens ou comédiennes, ils ont laissé leur marque dans l'histoire de la télévision québécoises.

## Hommages

### Toponymie
- Bibliothèque, place et rue Guy Sanche, en Outaouais, en Montérégie et à Montréal
- Avenue Jean-Paul-Ladouceur, Alma
- Bibliothèque Marc-Favreau, Montréal
- Parc Luc-Durand, Montréal
- Parc Paul-Buissonneau, Mandeville
- Parc Passe-Partout, Verchères
- Parc Claudine-Vallerand, Montréal Rue Pierre-Gauvreau, Cowansville
- École primaire Claude-Lafortune, Longueuil

### Œuvre
- Une murale en mosaïque rend hommage à Kim Yaroshevskaya, représentée en Fanfreluche, à Montréal.

### Expositions
- La Bibliothèque Armand-Cardinal de Mont-Saint-Hilaire consacre une exposition permanente à Michel Noël.
- « Ainsi font, font, font », La Pulperie de Chicoutimi/Musée régional, 2017.
- « De Pépinot à La Pat’ Patrouille. Notre enfance télévisuelle », au Musée canadien de l’histoire, 2022-2023.

### Collections
- Le Musée de la civilisation conserve plusieurs costumes, décors et marionnettes issus des émissions jeunesse de Radio-Canada.
- La Cinémathèque québécoise conserve aussi de nombreuses photos, affiches et produits dérivés d'émissions jeunesse québécoises.